# Arthur F. Maynard
Arthur F. Maynard (* 1920 in Haledon, New Jersey; † 2. August 1991 in Ridgewood, New Jersey) war ein amerikanischer Maler und Kunstpädagoge.

## Leben
Arthur Maynard studierte Wirtschaftswissenschaften in Princeton und schloss sein Studium mit Auszeichnung ab. Er war Mitglied des Cannon Club und Kunstredakteur der Zeitschrift Sovereign. Im Zweiten Weltkrieg verbrachte er dreieinhalb Jahre im Naval Supply Corps und diente als Leutnant in Neufundland, Saipan und Okinawa. Nach seinem Abschluss in Betriebswirtschaft an der Harvard Business School setzte Art seine künstlerische Laufbahn als Dozent am Ridgewood Adult Education System, der Ridgewood Art Assn. und der Art Students' League in New York fort. Er war Präsident der Ridgewood Art Association und eine Zeit lang Mallehrer des Herzogs von Windsor.

## Werk
Arthur Maynard ist bekannt für seine Seestücke und Landschaften. Sein besonderes Interesse galt den Gesetzen des Lichts und dessen Wirkung auf die Landschaft. Seine Lehrphilosophie konzentrierte sich auf die Vermittlung des „Warum“ hinter der Erscheinung des Lichts, basierend auf Faktoren wie Entfernung, atmosphärischen Bedingungen, Tageszeit und der reflektierenden Oberfläche des Objekts.